# Марчант, Кэти
Кэти Марчант (англ. Katy Marchant; род. 30 января 1993, Лидс, Уэст-Йоркшир) — британская профессиональная велогонщица, специализирующаяся на спринтерских дисциплинах. Она выиграла золото в составе женской спринтерской команды Великобритании на летних Олимпийских играх 2024 года в Париже, также стала чемпионкой Европы в гонке в гите в 2024 году.

## Биография
Марчант родилась в Лидсе, но после перехода в велоспорт в апреле 2013 года она поселилась в Манчестере. Окончила среднюю школу Бригшоу. Марчант начала свою спортивную жизнь как семиборка и представляла Великобританию в этом виде на Чемпионате мира среди юниоров в 2012 году. Переход в другой вид спорта был инициирован её бывшим тренером Тони Минихелло (наиболее известным как тренер Джессики Эннис), который предложил ей перейти в велоспорт, увидев результаты её силовых показателей в тесте Wattbike. Марчант занималась велоспортом для отдыха на горном велосипеде и по дорогам, но не имела опыта езды на треке. После 6-недельного испытательного срока она окончательно перешла в трековый велоспорт. В апреле 2013 года она стала членом Олимпийской академии British Cycling, а в ноябре 2013 года перешла в Программу олимпийского развития.
В 2015 году на чемпионате Великобритании по трековому велоспорту выиграла четыре национальных титула: в гонке на 500 м, спринте, кейрине и командном спринте.
На летних Олимпийских играх 2016 года она завоевала бронзовую медаль в индивидуальном спринте.
На чемпионате Великобритании по лёгкой атлетике 2018 года она завоевала свои вторые титулы в гонке на время и спринте, доведя их общее количество до шести. Позже в том же году она завоевала бронзовую медаль в командном спринте на Играх Содружества 2018 года в Голд Кост.
Марчант была выбрана в состав команды Великобритании по велоспорту на отложенные летние Олимпийские игры 2020 года в Токио, где она выступила в соревнованиях по спринту. Она заняла 5-е место в общем зачёте.
На чемпионате Великобритании по трековому велоспорту 2023 года Марчант завоевала свой седьмой национальный титул, во второй раз выиграв командный спринт.
На летних Олимпийских играх 2024 года Марчант вместе с подругами по команде Софи Кейпвелл и Эммой Финукейн завоевала золотую медаль в командном спринте. В ходе соревнований команда трижды побила мировой рекорд, а в финале установила новый рекорд — 45,186 секунды.

## Награды
- Член ордена Британской империи (2024)[11].